# Achiligouan
Achiligouan, pleme ili banda Chippewa ili Nipissing Indijanaca, što je između 1640. i 1670. živjeli na sjevernoj obali jezera Huron, blizu ušća French Rivera i na zapad do Sault Ste Marie. Na područje French Rivera locirani su i Amikwa Indijanci, a u  'Jes. Relation'  (1658) njihova lokacija pomjera se nešto sjevernije, te navodi da trguju s plemenom Cree. Jezuitski podaci (1670) navode da dolaze na Sault Ste Marie samo zbog ribolova. Spominju se i kao Achirigouans i Archirigouans, što su vjerojatno jezuitske varijante huronskog naziva Achirwachronnon.